# 230 PO 4001 à 4084
Les 230 PO 4001 à 4084 sont des locomotives de disposition Ten wheel utilisées sur le réseau du Paris-Orléans puis à la SNCF en tête de trains de voyageurs. Au moment de leur construction, elles étaient les Ten wheel les plus puissantes de France.
D'abord confiées à des express lourds, elles finissent leur vie en tête de trains omnibus sur les lignes secondaires.

## Genèse
En 1900, la Compagnie du chemin de fer de Paris à Orléans devait faire face à l'augmentation du tonnage et de la vitesse des trains de voyageurs. Il possédait encore de nombreuses locomotives de disposition 120 et 121 plus ou moins transformées.
Entre 1899 et 1900, le PO commanda à titre d'essai deux séries de Ten wheel inspirées du matériel des autres réseaux :
- Les 230 PO 1701 à 1725, dérivées des 230 Midi 1301 à 1370 et des autres 230 SACM, modèle omniprésent en France ;
- Les 230 PO 1771 à 1800, construites aux États-Unis en s'inspirant des modèles américains.

Ces deux séries n'auront pas un grand succès et auront disparu avant la création de la SNCF.
En revanche, la Compagnie des chemins de fer du Nord, devant faire circuler à très grande vitesse des express prestigieux sur des rampes moyennes, met au point en 1900 les fameuses « Atlantic Nord » (221 Nord 2.641 à 2.675). Plus rapides que leurs 230 SACM grâce à leurs grandes roues de 2 m, elles sont aussi plus puissantes en raison de leur chaudière et leurs cylindres aux dimensions généreuses.
L'Atlantic Nord aura une grande descendance en France puisque tous les réseaux, sauf l'Ouest et le PLM, en auront à l'effectif :
- La Compagnie des chemins de fer du Midi en aura trente, construites de 1902 à 1907 (221 Midi 1901 à 1916 et 1921 à 1934) ;
- La Compagnie des chemins de fer de l'Est en commande deux (221 Est 2601 et 2602) mais préfère directement passer aux Ten wheel à grandes roues, plus appropriées ;
- La Compagnie du chemin de fer de Paris à Orléans crée sa propre variante, plus puissante : les 221 PO 3001 à 3014, apparues dès 1903 ;
- L'Administration des chemins de fer de l'État s'inspire des Atlantic du PO pour ses 221 État 2951 à 2960 ;

## Mise au point
Eu égard à leurs devancières du Nord et du Midi, les Atlantic série 3000 du PO se distinguent par leur chaudière, timbrée à 16 kg/cm2,  doté d'un foyer plus large et leurs cylindres plus grands. Les locomotives série 4000 reprennent ces spécificités. Comme leurs consœurs, il s'agit de locomotives compound De Glehn, dotées de quatre cylindres alternés. Elles font appel à un foyer Belpaire rentrant entre les deuxième et troisième essieux moteurs.
Le réseau du PO comportant aussi beaucoup de lignes pentues, ne convenant pas aux Atlantic, l'ingénieur Émile Solarcoup a développé simultanément la série 4000 : un deuxième dérivé des Atlantic Nord, pratiquement identique aux série 3000 mais de disposition Ten-Wheel, à trois essieux moteurs.
La chaudière des Atlantic Nord se retrouve aussi sur les locomotives pour marchandises Consolidation 140 PO 5001 à 5152 basées, pour le reste, sur celles du Midi.
Comme toutes les locomotives du PO sorties d'usine à cette époque, elles ont une cabine à deux fenêtres latérales coiffée d'un léger arc bombé et revêtent la livrée gris clair du PO.
La première série, de 15 locomotives, donne lieu à une seconde commande de 24 machines, légèrement plus grandes, puis 24 autres dotées de tiroirs cylindriques avant de revenir aux tiroirs plans pour les dernières.
Les 84 locomotives ont été construites et livrées dans l'ordre suivant :
- 4001 et 4015 par la SACM à Belfort en 1903
- 4016 à 4040 par la SACM de 1904 à 1905
- 4041 à 4044 par la SACM en 1906
- 4045 à 4064 par Schneider et Cie au Creusot en 1906
- 4065 à 4084 par Baldwin aux États-Unis en 1907

Toutes ces locomotives sont à simple expansion et seuls 24 exemplaires sont dotés de tiroirs de distribution cylindriques, plus modernes mais donnant lieu à quelques soucis à leurs débuts.
Dans les années 1920, les 4004, 4034 et 4062 ont été dotées de la surchauffe, donnant lieu à de meilleures performances, parfois proches des 231 PO 4501 à 4600. Toutefois, la traction électrique gagnant du terrain, l'expérience ne sera pas étendue au reste de la série.

## Carrière

### Période de gloire
Issus des 221 PO 3001 à 3014, les deux modèles furent construits et mis en service simultanément et partageaient de très nombreux éléments en commun.
Les essais de ces deux séries donnèrent des résultats très satisfaisants : les Atlantic série 3000 pouvaient remorquer des trains directs de près de 300 tonnes entre Paris et Bordeaux (avec relai à Saint-Pierre-des-Corps) à plus de 90 km/h tandis que les 230 série 4000 pouvaient remorquer des trains Paris - Tours et Tours - Angoulême avec une vitesse moyenne de 75 à 80 km/h malgré de nombreux arrêts.
Plus versatiles que les Atlantic à grandes roues, elles seront commandées en grande quantité et largement diffusées. Avant l'arrivée des locomotives de disposition Pacific des séries 4500 et 3500 construites à partir de 1907 et 1909, elles étaient les locomotives pour trains de voyageurs les plus puissantes de la compagnie. En plus des 57 locomotives type 8 construites pour l’État belge de 1905 à 1908, elles inspireront l'Administration des chemins de fer de l’État qui commandera 83 machines de la série 801 à 883, construites entre 1908 à 1912.

### Remplacement par les Pacific
Cependant, bien qu'assez rapides et adaptées aux terrains accidentés grâce à leurs trois essieux moteurs, elles s’essoufflaient en tête des trains les plus lourds et leur foyer, à l'étroit entre les deux paires de roues motrices arrière, limitait leurs capacités.
Le service Matériel et Traction, dirigé par l'ingénieur Émile Solarcoup repart donc d'une feuille blanche et crée en 1906 les 231 PO 4501 à 4600, premières locomotives françaises de disposition Pacific. Grâce à leur large foyer reposant sur un essieu porteur et leur chaudière plus grande, elles permettront de remorquer des trains plus lourds et sont affectées en premier à la ligne Limoges-Toulouse. Sur les lignes à profil facile, où les 220 et Atlantic régnaient en tête des trains les plus rapides, les 231 PO 3501 à 3589, dérivées des 4500, arriveront à leur tour à partir de 1909. Ces deux séries, suivies par d'autres Pacific, deviendront de plus en plus nombreuses et relégueront les 230 « 4000 » aux omnibus et express légers.
En 1915, pour éliminer d'antiques locomotives du XIXe siècle, le PO crée uN modèle de Ten wheel spécialisé pour les trains omnibus, express légers et même marchandises. Il s'agit cette fois-ci de locomotives à simple expansion dotées de la surchauffe et de roues légèrement plus petites pour garantir un meilleur effort au démarrage, au détriment de la vitesse. Appelées 230 PO 4201 à 4370 et construites en 170 exemplaires jusqu'en 1922, elles deviendront la locomotive de référence du PO sur les trains omnibus à longue distance.
En 1925, les 4004 et 4034 sont munies d'un surchauffeur et renumérotées 4004 S et 4034 S ; en 1928, c'est la 4062, à tiroirs cylindriques, qui reçoit un surchauffeur Schmidt. Si le gain de performances et les économies de combustible sont appréciables, l'expérience reste sans lendemain : sur les lignes principales du PO, en cours d'électrification la traction à vapeur apparaît déjà condamnée et les 4201 à 4370 sont mieux taillées pour les services secondaires.

### Relégation à des services secondaires
Chassées des lignes principales, on les verra de plus en plus sur des trains omnibus et locaux, pour lesquels leurs grandes roues faites pour la vitesse pouvait devenir un certain handicap.
En 1934, quand a lieu la fusion entre les compagnies de fer du PO et du Midi les 79 machines à vapeur saturée et les trois prototypes à surchauffe sont encore en service et sont classées 230 001 à 084. À la création de la SNCF en 1938, au-moins un exemplaire semble manquer. Elles sont renumérotées 4-230 C 2 à 84 et 230 D 91 à 93 pour les machines à surchauffe.
La même année, 28 exemplaires passent de la région Sud-Ouest à Ouest et sont renumérotées 230 N 901 à 928. Il n'en reste que huit en 1948 qui disparaissent dans les années 1950.

### Fin de carrière
Sur la région Sud-Ouest, les dernières 4-230 C auraient toutes été radiées avant 1958. Les trois 4-230 D s'étaient quant à elles effacées en 1949.

## Descendance
L'Administration des chemins de fer de l'État, qui vient de racheter la Compagnie des chemins de fer de l'Ouest, met en service de 1908 à 1909 les 230-801 à 840, très proches des 230 série 4000 mais avec un poids à l'essieu moins élevé. En 1912, ils commandent les 230-841 à 883, très proches mais au gabarit plus réduit pour circuler sur les lignes du réseau de l'Ouest. Surnommées « Panama » et dotées de la prise d'eau en marche, ces 83 locomotives tracteront les rapides du réseau de l’État et seront radiées par la SNCF entre 1949 et 1950.
En 1905, l'Administration des chemins de fer de l’État belge qui avait jusqu'ici utilisé des locomotives à simple expansion, dont beaucoup de machines à cylindres intérieurs, fait construire des locomotives très proches des 3000 et 4000 du PO. Elles seront appelées type 6 (12 exemplaires) et type 8 (57 exemplaires) par l’État belge puis la SNCB et tireront leur révérence peu après 1945. Les secondes donneront naissance aux 75 locomotives du type 7, un modèle plus puissant doté de la surchauffe, dont la construction reportée après la Première Guerre mondiale ; elles feront un excellent service jusqu'en 1962. En dehors des types 6, 7 et 8, les locomotives compound resteront l'exception parmi les machines dessinées par l’État belge et la SNCB.

## Préservation
Aucune des 230 PO 4001 à 4084 n'est préservée, tout comme les ten-wheel Ouest-État qui en furent dérivées. En Belgique, la 7.039, descendante du type 8 (État belge) appartient aux réserves du musée Train World.

## Modélisme
L'artisan Flèche d'Or, disparu en 1990, proposait des kits en résine et laiton de 230 série 4000 ainsi que des 230 État 801 à 883.